# Infopublicité

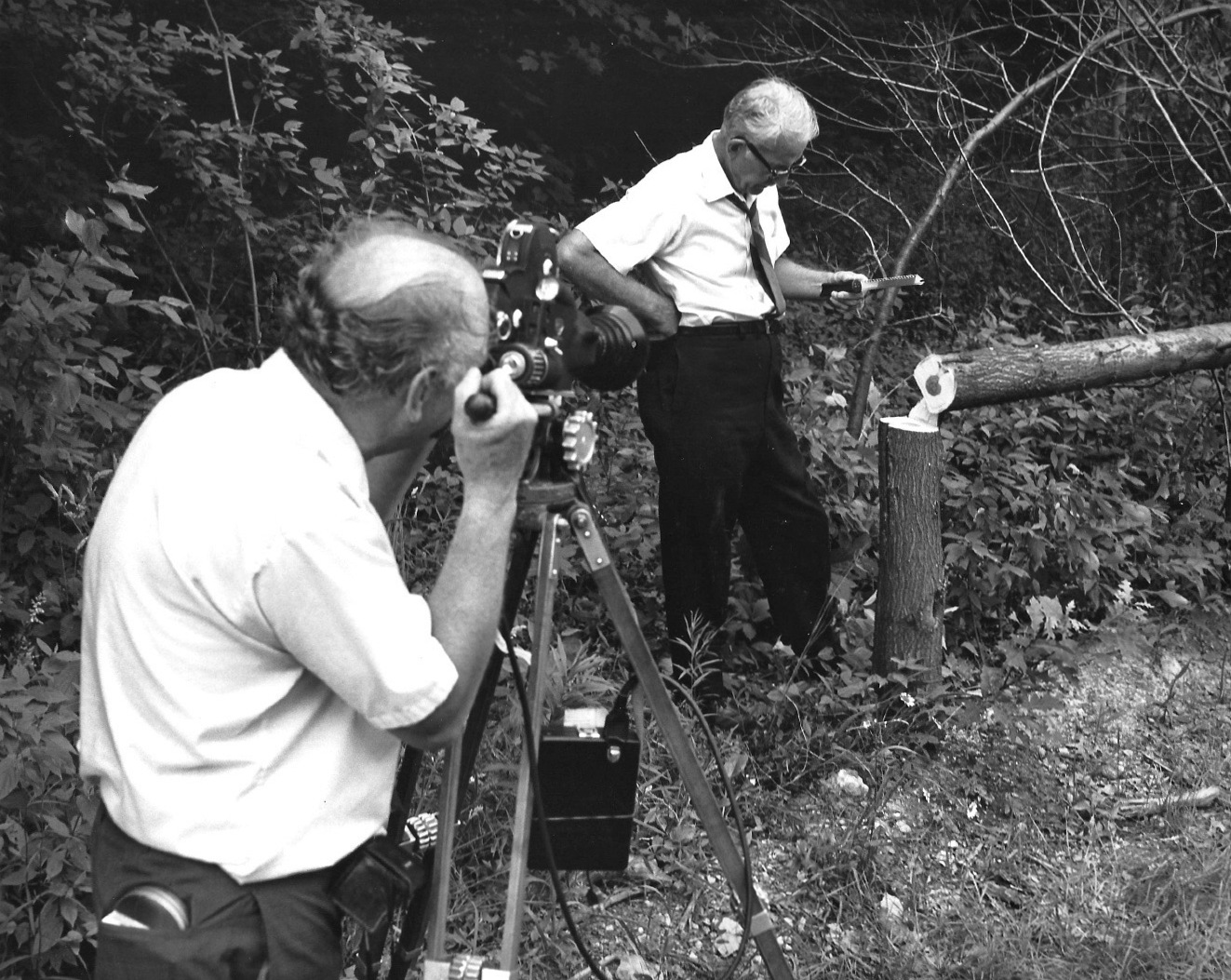
Cinecraft Quikut TV commercial 1968.

Une infopublicité (de l'anglais infomercial [ˌɪnfəˈmɝʃəl]) est un format allongé d'une publicité télévisée de 5 minutes et plus, dans sa forme la plus courante en format de 30 minutes. Ses variantes : émission publicitaire payée (paid programming) ou Téléshopping en Europe. Ce phénomène a pris naissance après 1984 aux États-Unis, où des infopublicités étaient diffusés durant la nuit entre 2 h et 6 h. Plusieurs stations ont choisi d'en diffuser au lieu d'afficher une mire durant ces heures creuses. Aujourd'hui, on en retrouve surtout durant la nuit, les samedis et dimanches matin. Les infopublicités peuvent aussi être utilisées par une station ou un réseau qui n'ont aucune chance de faire compétition à un évènement d'envergure diffusé chez un compétiteur tel qu'un match sportif majeur ou un gala de grande notoriété.

## Format
Comme toute autre forme de publicité, son contenu est un message publicitaire conçu pour représenter les points de vue et les intérêts du commanditaire. Ils sont essentiellement configurés pour ressembler à une émission de télévision ordinaire, comme un débat télévisé, la reconstitution d'un fait vécu, un jeu télé-tirelire, ou tout simplement simuler une pause publicitaire à l'intérieur de l'infopublicité.
Le but de l'infopublicité est de solliciter une réaction directe du téléspectateur spécifique, ce qui a pour résultat une forme de marketing de réponse directe. Pour cette raison, des arguments et des décomptes peuvent être employés afin d'inviter le téléspectateur à appeler pour commander ou participer. Certaines infopublicités n'essaient pas de vendre un produit spécifique mais ont comme but de créer chez le téléspectateur une fidélité à la marque, dont les commanditaires espèrent que ces efforts résulteront en l'achat de produits de leur marque ou solliciter l'acceptation de la marque.[pas clair]
Plusieurs producteurs d'infopublicités utilisent des phrases fétiches, la répétition d'idées de base ou l'utilisation d'acteurs habillés en scientifiques, de célébrités pour animer l'émission ou en tant qu'invité afin d'appuyer le produit. Traditionnellement, certains producteurs utilisent les termes « offre de durée limitée » ou déclarent que le produit n'est pas disponible en magasin et ne peut être acheté qu'en composant le numéro à l'écran.

## Produits
Les produits fréquemment vendus à l'échelle nationale appartiennent à plusieurs catégories : produits nettoyants, électroménagers, machines de préparation d'aliments et ustensile de cuisine, suppléments alimentaires et perte de poids, soins médicaux alternatifs, cours d'amélioration de la mémoire, compilation de musique et films, stratégies de bien immobilier, produits de beauté, remède contre la perte de cheveux, suppléments d'amélioration de la vie sexuelle, machine d'exercices, films et accessoires pour adultes, lignes d'astrologie, etc.
Au niveau local ou régional, on retrouve des lignes de rencontre et discussion pour adultes, vendeurs d'automobiles, avocats, et bijoutiers, etc.

## Autres types d'infopublicités
- Les télé-évangélistes achètent du temps d'antenne auprès de stations et réseaux.
- La télé-tirelire est produite en direct et sollicite les téléspectateurs à participer en appelant un numéro de téléphone ou en envoyant un texto à un prix fixe, dont seulement certains appels seront pris en direct après avoir atteint un nombre d'appels satisfaisant.
- Certaines infopublicités de vente pyramidale sont apparues, mais ont été déclarées illégales par les autorités.

Au milieu des années 1990, au Canada et aux États-Unis, les câblodistributeurs et distributeurs par satellite ont lancé un canal destiné à diffuser des infopublicités 24 heures par jour ; elles peuvent aussi être combinées à un canal de télé-achats.
Au Canada, le CRTC a autorisé en novembre 1994 la diffusion d'infopublicités au cours de la journée de diffusion.

## Critiques
Prenant compte de la nature sensationnelle de la forme de la publicité et la qualité parfois douteuse du produit, les groupes de droit de la consommation recommandent d'effectuer une investigation sur le commanditaire, le produit vendu et les arguments de vente avant d'en faire l'achat. Au début de la diffusion d'une infopublicité, les diffuseurs et/ou les commanditaires indiquent la mention « L'émission qui suit est une émission publicitaire payée » et que la station se supporte pas nécessairement le produit.
Les règles de la Federal Trade Commission aux États-Unis indiquent que toute émission publicitaire de 15 minutes ou plus doit être signalée au téléspectateur comme infopublicité. Les résultats sur les produits de perte de poids sont scrutés à la loupe, spécialement les résultats obtenus grâce au produit, vantés par des clients qui peuvent aussi bien être des acteurs payés pour lire un texte fourni par le producteur. Plusieurs poursuites ont eu lieu à la suite de la diffusion d'infopublicités comprenant des faux arguments montés de toutes pièces.